# Panamerikanische Spiele 2011/Leichtathletik – Diskuswurf der Männer
Der Diskuswurf der Männer bei den Panamerikanischen Spielen 2011 fand am 24. Oktober 2011 im Telmex Athletics Stadium in Guadalajara statt.
Zwölf Athleten aus zehn Ländern nahmen an dem Wettbewerb teil. Die Goldmedaille gewann Jorge Fernández mit 65,58 m, Silber ging an Jarred Rome mit 61,71 m und die Bronzemedaille sicherte sich Ronald Julião mit 61,70 m.

## Rekorde
Vor dem Wettbewerb galten folgende Rekorde:
| Weltrekord        | Jürgen Schult | 74,08 m | Neubrandenburg, Deutsche Demokratische Republik | 6. Juni 1986    |
| Rekord der Spiele | Luis Delis    | 67,32 m | Panamerikanische Spiele in Caracas, Venezuela   | 25. August 1983 |

## Ergebnis
24. Oktober 2011, 17:35 Uhr
| Platz | Athlet           | Land                | 1. Versuch | 2. Versuch | 3. Versuch | 4. Versuch                               | 5. Versuch                               | 6. Versuch                               | Weite (m) |
| ----- | ---------------- | ------------------- | ---------- | ---------- | ---------- | ---------------------------------------- | ---------------------------------------- | ---------------------------------------- | --------- |
|       | Jorge Fernández  | Kuba                | 62,14      | 60,80      | 65,58      | 64,46                                    | x                                        | x                                        | 65,58     |
|       | Jarred Rome      | Vereinigte Staaten  | x          | 60,98      | 61,71      | x                                        | x                                        | x                                        | 61,71     |
|       | Ronald Julião    | Brasilien           | 55,50      | 58,32      | 61,56      | 61,70                                    | 60,84                                    | 59,24                                    | 61,70     |
| 4     | Yunio Lastre     | Kuba                | 59,72      | 59,87      | x          | 61,07                                    | 60,37                                    | 58,59                                    | 61,07     |
| 5     | Jason Young      | Vereinigte Staaten  | 58,32      | 59,43      | 60,08      | 60,54                                    | 59,78                                    | 60,91                                    | 60,91     |
| 6     | Mario Cota       | Mexiko              | 58,38      | 59,30      | x          | x                                        | 58,58                                    | x                                        | 59,30     |
| 7     | Jason Morgan     | Jamaika             | 55,20      | 58,91      | 55,74      | 58,01                                    | x                                        | x                                        | 58,91     |
| 8     | Jesus Parejo     | Venezuela           | 53,92      | 55,35      | 54,13      | x                                        | 54,27                                    | 54,70                                    | 55,35     |
| 9     | Michael Putman   | Peru                | 52,62      | 49,60      | 51,35      | nicht im Finale der besten acht Athleten | nicht im Finale der besten acht Athleten | nicht im Finale der besten acht Athleten | 52,62     |
| 10    | Jorge Balliengo  | Argentinien         | 51,41      | x          | 51,93      | nicht im Finale der besten acht Athleten | nicht im Finale der besten acht Athleten | nicht im Finale der besten acht Athleten | 51,93     |
| 11    | Rodolfo Casanova | Uruguay             | x          | 48,62      | x          | nicht im Finale der besten acht Athleten | nicht im Finale der besten acht Athleten | nicht im Finale der besten acht Athleten | 48,62     |
| 12    | Alfredo Romero   | Puerto Rico         | 43,63      | 47,97      | 46,96      | nicht im Finale der besten acht Athleten | nicht im Finale der besten acht Athleten | nicht im Finale der besten acht Athleten | 47,97     |
|       | O’Dayne Richards | Jamaika             |            |            |            |                                          |                                          |                                          | DNS       |
|       | Quincy Wilson    | Trinidad und Tobago |            |            |            |                                          |                                          |                                          | DNS       |

Zeichenerklärung:
– = Versuch ausgelassen, x = Fehlversuch